# Pertenhall
Pertenhall est une paroisse civile et un village du Bedfordshire, en Angleterre.